# マジックカーペット
マジックカーペットは、1988年11月にSANKYOが開発、発売したアラビア調の世界を舞台とした羽根モノパチンコ機、およびその後継シリーズ。

## 概要
マジックカーペット
- 貯蓄型羽根モノタイプ。ハネ開閉8回目まで5玉までを貯蓄するタイプ。
- 貯留解除時に左右に動くVゾーンがゲーム性に深みを持たせた。
- 数あるSANKYOの羽根モノ機としては当時では同社最高の販売台数を売り上げた機種である。
- V入賞時のBGMは当時としては大音響で、ホールに響き渡った。
- 役物のカーペットに搭乗しているターバンを巻いた人形が、男2（王・王子）、女（女王）3バージョンあった。

フライングカーペット
- ゲーム性は『マジックカーペットI』を受け継いだもの。ただし継続が15Rまでと大幅に出玉性能が引き上げられている。
- 役物中央に意地悪な溝状の突起がつけられた。

マジカルカーペット
- 継続回数は1R、7R、15R。自力継続も可能。ただし、継続率は低めで、貯留ありでもパンクは多かった。
- 本機では液晶画面がつけられ、15R確定プレミア演出も発生する場合がある。

ミラクルカーペット
- 継続回数は3R、8R、16R。（V入賞を1R目とカウントするため実質2R、7R、15R）
- 「2チャッカー」、「3チャッカー」を採用した（ただし、どちらもV入賞が期待できるのは1回目の開放だけで2回目、3回目の開放でV入賞するのは稀）
- 大当たり時は新基準で採用されたデジパチ同様のアタッカーで出玉を得る。規定ラウンドまで必ず完走し、パンクはない。
- Vゾーンの形状が変更され、左右に動くポケットに入った時点ではまだV入賞は確定していない。役物内の賞球が5（CR版は3）個（アタッカーは10個）に減らされたため、Vに入りにくく玉持ちが悪いと、かなり辛くなった。
- 画面に「バイバイまたね!」と出ているときにチャンスボタンを連打すると『マジカペモード』に背景がチェンジする。

CRマジカペ
- SANKYOの系列会社・ジェイビーから発売。
- 大当たりは旧基準同様役物で消化し、自力継続のゲーム性が復活。

## スペック
- 『マジックカーペットI』（1988年11月）
  - 賞球数 13 大当たり最高継続 8R10C
- 『フライングカーペットII』（1992年4月）
  - 賞球数 7&13 大当たり最高継続 15R10C
- 『CRマジカルカーペットSP』、『マジカルカーペットDX』（2003年1月）
  - CR機版と現金機版はスペックは同じ。
  - 賞球数 5&10 大当たり最高継続 15R10C
  - 貯蓄ラウンド数は1R、7R、15R（振り分け確率 各1/3）
- 『CRミラクルカーペットSP』（2005年10月）
  - 賞球数 3&5&10 大当たり最高継続 16R9C
  - ラウンド数は3R（振り分け確率 3/8）、8R（振り分け確率 1/8）、16R（振り分け確率 4/8）
- 『ミラクルカーペットDX』（2005年10月）
  - 賞球数 5&10 大当たり最高継続 16R9C
  - ラウンド数は3R（振り分け確率 10/31）、8R（振り分け確率 10/31）、16R（振り分け確率 11/31）
- 『CRマジカペJX/EX』（2013年5月）
  - 賞球数 （JX）5&10 （EX）ALL10 大当たり最高継続 16R9C

※データ値はメーカー発表。

## 関連商品
- 『パチンコ・ミュージックフロム三共』（キングレコード、1989年9月8日、140A-7714）
- 『パチンコ着メロ from SANKYO』（キングレコード、2000年6月7日、KICA-1234）
- 『SANKYO MUSIC FACTORY Vol.1』（TOKYO BAY STUDIO、2004年2月25日、TBSCDV-05）

## ゲーム機
- オンラインゲームサイト『777town.net』にてマジックカーペットIがプレイ可能である。